# 박 (성씨)

대한민국의 주요 성씨(KNSO, 2000)
김(金)
이(李)
박(朴)
최(崔)
정(鄭)
그 외

박(朴)은 한국의 성씨이다. 신라 건국 신화에 등장하는 박혁거세(朴赫居世)를 시조로 한다. 박(朴)씨는 2015년 대한민국 통계청 인구 조사에서 4,192,074명으로 조사되어 한국 성씨 인구 3위이다. 본관은 밀양(密陽), 반남(潘南), 함양(咸陽), 순천(順天), 무안(務安), 죽산(竹山), 고령(高靈), 충주(忠州), 영해(寧海), 진원(珍原), 등 314본이 전한다. 밀양 박씨가 박씨 인구의 77.8%를 차지한다.

## 기원
박씨는 신라의 박혁거세를 시조로 한다. 기원전 69년 사로국(斯盧國)의 여섯 촌장들이 아들을 데리고 알천의 언덕 위에 모여서 백성을 다스릴 임금을 추대할 것을 의논을 하고 있었다. 이때 남쪽을 바라보니 양산아래에 있는 나정(蘿井)이라는 우물가에 오색영롱한 빛이 비치고 흰 말 한 마리가 땅에 꿇어앉아 절하는 모습이 보였다. 그곳에 가서 보았더니 박같이 생긴알이 있어서 알을 깨어보니 그곳에서 사내아이가 나왔다. 그래서 사람들이 그 아이를 혁연히 세상에 나왔다고 해서 혁거세(赫居世)라고 하고 박에서 나왔다(단檀=밝달=백달=배달,즉 단군 왕족을 나타내며 환단고기에서는 고두막한 단군의 딸 패소의 아들이라 한다)며 성을 박이라고 해서 모든 박씨의 시조가 되었다는 전설이 있다 고령박씨에는 박정희(전)대통령 박근혜(전)대통령이 있다.

## 본관별 역사
- 밀양 박씨(密陽 朴氏) 시조 박언침(朴彥忱)은 신라 경명왕의 첫째 아들 밀성대군(密城大君)이다. 2015년 인구는 3,103,942명이다.
- 고령 박씨(高靈 朴氏) 시조 박언성(朴彥成)은 신라 경명왕의 둘째 아들 고양대군(高陽大君)이다. 역사 인물로 박문수, 현대 인물로 박정희, 박근혜 대통령이 있다. 2015년 인구는 43,774명이다.
- 함양 박씨(咸陽 朴氏) 시조 박언신(朴彥信)은 신라 경명왕의 셋째 아들이다. 2015년 인구는 163,610명이다.
- 죽산 박씨(竹山 朴氏) 시조 박기오(朴奇悟)는 신라 경명왕의 넷째 아들인 죽성대군(竹城大君) 박언립(朴彦立)의 아들로서, 왕건(王建)을 도와 고려 창업에 공을 세우고 태조 때 개국공신(開國功臣) 삼한벽상공신(三韓壁上功臣)으로 삼중대광태보(三重大匡太保)에 올라 죽주백(竹州伯)에 봉해졌다. 2000년 인구는 63,179명이다.
- 충주 박씨(忠州 朴氏) 시조 박영(朴英)은 신라 경명왕의 다섯째 아들인 사벌왕(沙伐王) 박언창(朴彦昌)의 11세손이다. 2015년 인구는 34,226명이다.
- 무안 박씨(務安 朴氏) 시조 박진승(朴進昇)은 신라 경명왕의 여섯째 아들인 완산대군(完山大君) 박언화(朴彦華)의 5세손으로 고려 때 문과(文科)에 급제하여 국자좨주(國子祭酒)를 지냈으며 공을 세워 무안(務安)을 식읍(食邑)으로 하사받았다고 한다. 면성 박씨(綿城 朴氏)라고도 한다. 조선시대 문과 급제자 25명을 배출했다. 2015년 인구는 무안 박씨는 90,785명, 면성 박씨 7,666명이다.
- 춘천 박씨(春川 朴氏) 시조 박항(朴恆)은 신라 경명왕의 일곱째 아들인 강남대군(江南大君) 박언지(朴彦智)의 11세손으로 고려 고종 때 문과에 급제하여 한림원(翰林院)을 거쳐 충주목사(忠州牧使)로 나갔으며 충렬왕 때 승선(承宣)을 거쳐 동지밀직사(同知密直使)에 올라 왕을 호종하고 원(元)에 다녀와 좌명공신(佐命功臣)에 책록되고 춘성부원군(春城府院君)에 봉해졌다. 2015년 인구는 19,389명이다.
- 월성 박씨(月城 朴氏) 시조 박휘(朴徽)는 신라 경명왕의 여덟째 아들인 월성대군(月城大君) 박언의(朴彦儀)의 후손으로 고려 때 판결사(判決事)를 지냈다. 2000년 인구는 22,917명이다.
- 영해 박씨(寧海 朴氏) 시조 박제상(朴堤上)은 신라 파사 이사금의 5세손인 파진찬(波珍飡) 물품(物品)의 아들이다. 2000년 인구는 25,189명이다.
- 순천 박씨(順天 朴氏) 시조 박영규(朴英規)는 후백제 견훤(甄萱)의 사위로서 왕건(王建)을 도와 고려 창업에 공을 세워 개국공신(開國功臣)에 책록되었고 삼중대광(三重大匡)으로 좌승(左丞)에 올랐으며 승주군(昇州君)에 봉해졌다. 인물로 사육신 박팽년이 있다. 2015년 인구는 105,208명이다.
- 면천 박씨(沔川 朴氏) 시조 박술희(朴述熙)는 고려 초에 태사삼중대광(太師三重大匡)으로 면성부원군(沔城府院君)에 봉해졌다. 2000년 인구는 3,980명이다.
- 강릉 박씨(江陵 朴氏) 강릉 박씨는 신라 5대 파사왕(婆娑王)의 35세손이며 일본에 볼모로 잡혀 애석하게 순국한 충렬공 박제상(朴提上)의 5세손인 계림군 박순(朴純)을 시조로 한다. 　박순은 평장사로 추증된 박소(朴篠)의 아들로 태어나 고려 명종 4년(1174년)에 과거에 급제하여 보문각시어(寶文閣侍御;고려 때 유신들이 경서를 강론하던 기관의 종5품직)를 거쳐 남경(지금의 서울)유수를 지냈으며 병부상서 겸 대장군으로 있을 때 석린(石隣)의 모반을 평정한 공로로 보정정국공신(保定靖國功臣)에 올랐다.
- 경주 박씨(慶州 朴氏) 시조 박상(朴像, 초명은 박앙(朴昻))은 신라 제5대 군주 파사 이사금(婆娑 尼師今)의 38세손이다. 《경주박씨세보(慶州朴氏世譜)》에 의하면 시조 박상은 고려(高麗) 말기에 예문관 응교(藝文館 應敎)를 거쳐 국자직학(國子直學)을 역임한 박자신(朴自信)의 아들이다.
- 계림 박씨(鷄林 朴氏) 중조(中祖)는 경애왕의 아들 계림대군 박수현(朴受玄)으로 한다(계림박씨족보)

- 반남 박씨(潘南 朴氏) 시조 박응주(朴應珠)는 고려 조에서 반남호장(潘南戶長)을 역임했으며 6세손 박은(朴訔)이 조선 태종 때 왕자의 난에 공을 세워 익대동덕좌명공신(翊戴同德佐命功臣)에 올라 반남군(潘南君)에 봉해졌다가 금천부원군(錦川府院君)에 봉해졌다. 시조 이전의 선계는 알 수 없으나 반남현(현 전라남도 나주시 반남면 일대)에서 대대로 살아오던 집안의 후손이라고 한다. 반남 박씨는 박씨 중 가장 출세한 가문이 되었는데, 역사 인물로는 박상충, 박은, 박숭질, 박세채, 박지원 등이 있다. 2000년 인구는 139,438명이다.
- 진원 박씨(珍原朴氏) 시조 박진문(朴進文)은 고려시대에 대장군(大將軍)을 역임하였다. 박진문의 8세손 박희중(朴熙中)은 조선 태종 때 증광문과(增廣文科)에 급제하고 지제교(知製敎)와 기주관(記注官)을 거쳐 회례사(回禮使)로 일본에 다녀왔다. 또한 김제(金堤)의 벽골제(碧骨堤)를 축조하는 데 큰 공(功)을 세워, 백성들이 제방 위에 공덕비를 세워 주었다. 또 집현전제학(集賢殿提學)으로 있으면서 청백리(淸白吏)로 녹선(錄選)되었으며, 1423년(세종 5) 예문관직제학(藝文館直提學)을 지낸 후 공신(功臣)으로 진원군(珍原君)에 봉해졌다. 2000년 인구는 23,839명이다.
- 평산 박씨(平山 朴氏) 시조 박지윤(朴智胤)은 고려 태조 25비 성무부인(聖茂夫人)의 아버지로 벼슬은 삼중대광 시중에 이르렀다.
- 창원 박씨(昌原 朴氏) 시조 박령(朴齡 ?~1434)은 조선 초기 판사재(判司宰)·호조전서(戶曹典書)·판통례(判通禮)·병조참의(兵曹參議) 등을 거쳐 1398년(태조 7) 강주진첨절제사 겸 강화부사(江州鎭僉節制使兼江華府使)가 된 뒤 강계절제사·경원삭주병마사·홍주목사 등을 역임하고 1419년(세종 1) 황해도도절제사 겸 판해주목사가 되었다. 1421년 좌군도총재(左軍都摠制)에 올랐다. 시호는 양정(襄靖)이다. 2015년 인구는 8,382명이다.
- 노성 박씨 박씨(魯城 朴氏) 시조왕 40대 후손 박연(朴延)을 시조로 한다. 조선 태종 때 인물이다. 노성은 충남 논산군 노성면이다.
- 군위 박씨(軍威 朴氏) 시조 박헌(朴軒)
- 아산 박씨
- 울산 박씨
- 음성 박씨
- 태안 박씨
- 문주 박씨
- 태인 박씨
- 여주 박씨
- 번시 박씨
- 부산 박씨
- 춘천 박씨

## 기타
- 진위푸(金毓黻)가 쓴 《발해국지장편》(渤海國志長編)에 의하면 발해 유력 귀족 6성 외에 일반 성은 총 49족으로 이중 신라 계통인 박씨(朴氏)도 있는 것으로 알려졌다. 고려 태조 8년(925년)과 21년(938년) 각각 1000호와 3000호를 이끌고 고려로 건너온 발해 유민 박어(朴漁)와 박승(朴承)이 기록되어 있다.[1]
- 다른 계통으로 조선 인조 때 네덜란드에서 귀화한 박연(Jan J. Weltevree, 벨테브레이)를 시조로 하는 원산 박씨가 있다.
- 조선시대 최하층민이었던 백정 출신으로 박성춘, 박서양 등이 있으나 백정 박가 집안이 박씨 성을 쓰고 있던 이유는 정확히 알 수 없다.
- 중국에서 동래한 성씨들과는 달리 박씨는 중국계가 없는 순수한 한국 토착 성씨이다. 중국에는 본래 박(朴)씨 성이 없었기 때문에 중국의 박씨는 한반도에서 이주한 조선인의 후손이다. 중국 번시 박씨(本溪 朴氏, 본계 박씨)는 청나라 때는 만주족으로 분류됐으나 중화인민공화국이 성립된 이후 이뤄진 1958년 인구조사 때 한족(漢族)으로 편입되었다가, 1982년 시행된 인구조사에서 자신들이 조선의 후예라고 청원하여 조선족으로 바로잡았다. 중국에서는 樸씨라고도 읽는데, 이는 박씨의 시조인 박혁거세가 알에서 나와 박을 성으로 삼은 것에서 유래된 것으로 풀이된다. 중국에서 朴씨는 Piao라고 읽는데 이는 표주박을 뜻하는 瓢와 발음이 같다. 발음이 같은 朴으로 와전돼서 간체자인 樸과 혼용해서 쓴다.

## 같이 보기
- 한국의 성씨와 이름
- 신라